# 第1次キャメロン内閣 (第2次改造)

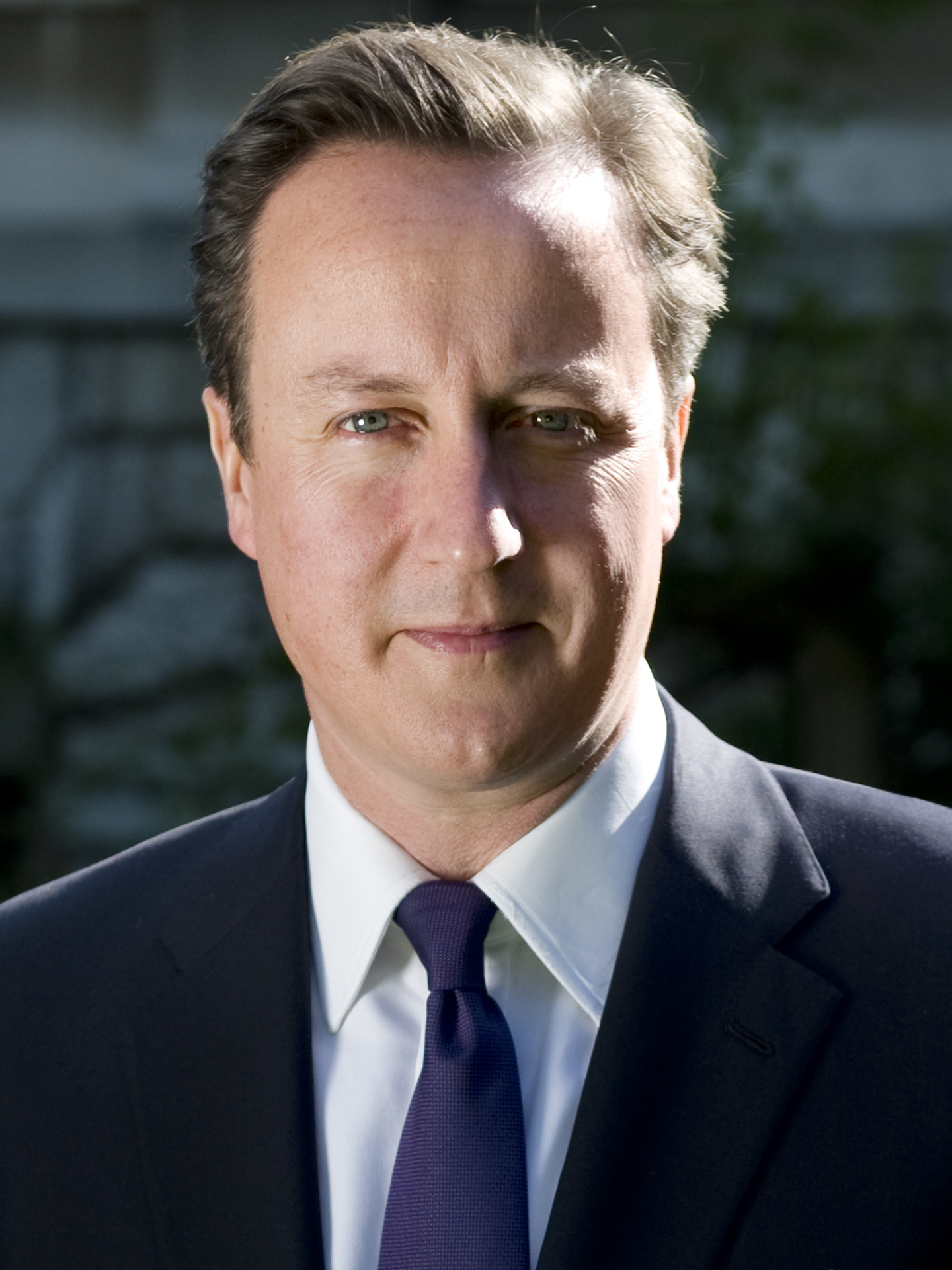
デーヴィッド・キャメロン

第1次キャメロン第2次改造内閣（だいいちじキャメロンだいにじかいぞうないかく）はデーヴィッド・キャメロンによって組閣された内閣である。デーヴィッド・キャメロンは、2014年7月15日に内閣改造を行った。2015年の総選挙に先立って保守党の立場を強化することを目的とし、2010年の総選挙以降、内閣改造は1度だけであり、多くの閣僚が留任していたため、長い間予想されていた。また、キャサリン・アシュトンの任期が2014年末に満了するのを前に、新たな欧州委員が任命された。
なお、連立を組む自由民主党の閣僚は内閣改造の影響を受けなかった。

## 閣僚の変更
| 大臣 | 大臣                           | 改造前                                              | 改造後                                 |
| ---- | ------------------------------ | --------------------------------------------------- | -------------------------------------- |
|      | フィリップ・ハモンド           | 国防大臣                                            | 外務・英連邦・開発大臣                 |
|      | サジド・ジャヴィド             | デジタル・文化・メディア・スポーツ大臣 平等担当大臣 | デジタル・文化・メディア・スポーツ大臣 |
|      | マイケル・ゴーヴ               | 教育大臣                                            | 庶民院院内幹事長                       |
|      | ウィリアム・ヘイグ             | 筆頭国務大臣 外務・英連邦・開発大臣                 | 庶民院院内総務 筆頭国務大臣            |
|      | ニッキー・モーガン             | 大蔵省財務担当政務次官 女性担当大臣                 | 教育大臣 女性・平等担当大臣            |
|      | オエアフォードのヒル男爵       | 貴族院院内総務 ランカスター公領大臣                 | 欧州委員                               |
|      | マイケル・ファロン             | ビジネス・エネルギー・クリーン成長担当大臣          | 国防大臣                               |
|      | ステファン・クラッブ           | ウェールズ政務次官                                  | ウェールズ大臣                         |
|      | ドミニク・グリーブ             | 法務長官                                            | 閣外に                                 |
|      | オリバー・レットウィン         | 閣外相                                              | ランカスター公領大臣                   |
|      | ケネス・クラーク               | 無任所大臣                                          | 閣外に                                 |
|      | ビーストンのストーウェル女男爵 | コミュニティー・地方政府担当政務次官                | 貴族院院内総務                         |
|      | リズ・トラス                   | 保育・教育担当政務次官                              | 環境・食糧・農村地域大臣               |
|      | ジェレミー・ライト             | 司法担当政務次官                                    | 法務長官                               |
|      | エスター・マクヴェイ           | 雇用担当大臣                                        | 閣内に                                 |
|      | デビッド・ジョーンズ           | ウェールズ大臣                                      | 閣外に                                 |
|      | アンドルー・ランスリー         | 庶民院院内総務 王璽尚書                             | 閣外に                                 |
|      | オーウェン・ピーターソン       | 環境・食糧・農村地域大臣                            | 閣外に                                 |
|      | ジョージ・ヤング               | 院内幹事長                                          | 閣外に                                 |